# Solvant polaire aprotique
Un solvant polaire aprotique est un solvant polaire possédant un moment dipolaire, sans atome d'hydrogène acide (lié à un hétéroatome comme N, O, S).

## Propriété
Du fait de la présence d'hétéroatomes, ces composés sont des accepteurs de liaisons hydrogène, mais l'absence d'hydrogène acide ne leur confère pas de caractère donneur : ils ne peuvent former de liaisons hydrogène qu'avec des composés acides. Ceci influence beaucoup leur solvatation de composés ioniques, ce qui en fait des solvants de cations. L'anion est non solvaté en solution, donc est très réactif.

## Principaux solvants polaires aprotiques
- cétone : acétone, butanone ;
- sulfoxydes : diméthylsulfoxyde (DMSO) ;
- sulfones : diméthylsulfone (DMSO2, MSM) ;
- amide N,N disubstitué : DMF ;
- nitrile : acétonitrile ;
- esters : acétate d'éthyle, de butyle, dʼamyle ;
- lactones : γ-butyrolactone (GBL) ;
- amine tertiaire : triéthylamine ;
- hétérocycle azoté : pyridine ;